# Åke Zetterström

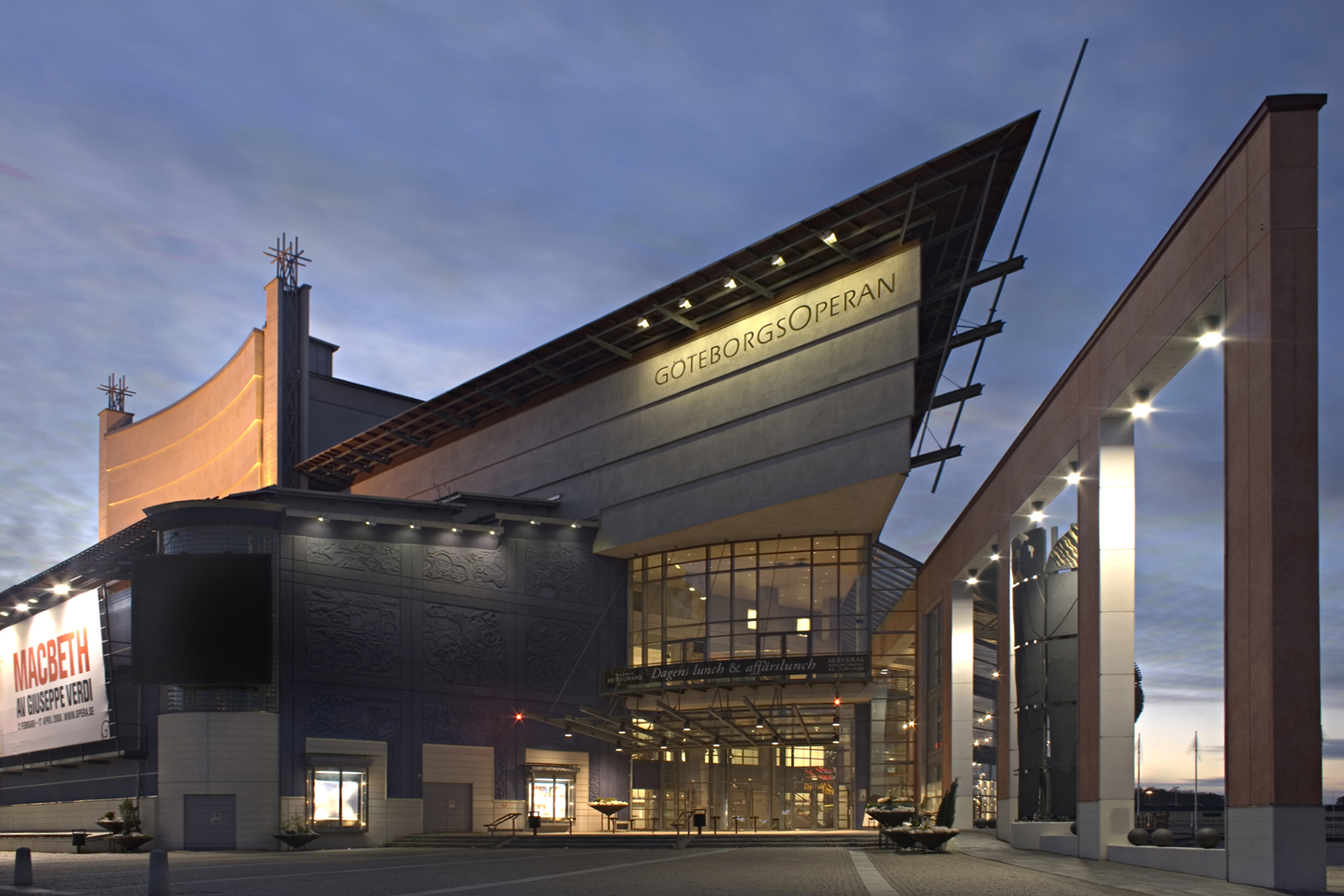
Göteborgsoperan är Åke Zetterströms hemmascen.

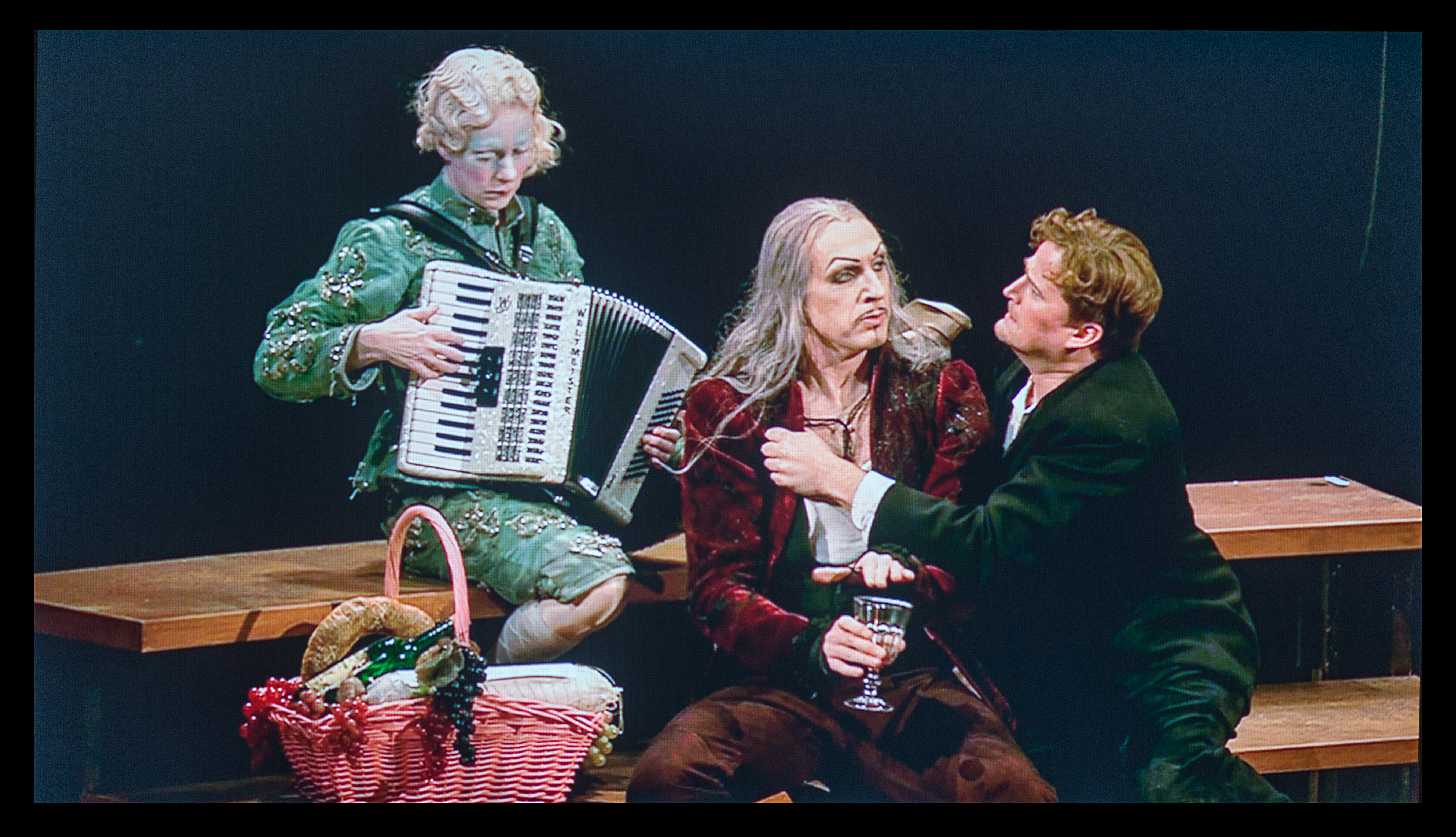
Åke Zetterström som Dulcamara (i mitten) med Daniel Johansson som Nemorino (till höger) i Kärleksdrycken på Göteborgsoperan 2013.

Sven Åke Zetterström, född den 14 november 1964 i Göteborg, är en svensk operasångare (baryton).

## Biografi
Åke Zetterström växte upp i Göteborg där fadern Rune var operasångare (bas). Han är utbildad vid Teater- och Operahögskolan i Göteborg. I invigningsföreställningen av Göteborgsoperan 1994 medverkade han och tillhör solistensemblen sedan dess. År 2010 fick han Operapriset för sin rolltolkning av Sixtus Beckmesser i Mästersångarna i Nürnberg på Göteborgsoperan våren 2010.
Åke Zetterström har gjort en rad stora roller på Göteborgsoperan. Under hösten 2010 gjorde Zetterström en bejublad insats som Nick Shadow i uppsättningen av Rucklarens väg. I barockoperan Alcina våren 2011 hade han rollen som Melisso.
Bland andra roller kan nämnas Antonio i Figaros bröllop (1994), Papageno, Templets talare och Andre harneskbeklädde i Trollflöjten (1999), Masetto i Don Giovanni (1995), Hans Nilsson i Äppelkriget (1996), Zuniga i Carrrmen (1996), Prosten Brusander i Kristina från Duvemåla (1997), Cesare Angelotti i Tosca (1996–97), Schaunard (musiker) i La Bohème, Gunther i Ragnarök, Zuniga (löjtnant) i Carmen, Brandsoldaten i Dockdoktorn och Figaro i Barberaren i Sevilla (2002) och (2012–13) samt Grabbhalvan, som han spelade maj–oktober 2000 tillsammans med Pia Svorono.
Vidare märks roller som Dandini i Askungen (2014–15), Ford i Falstaff, Ribbing i Gustavo III, titelrollen i Don Giovanni, Greven Almaviva och Antonio i Figaros bröllop (2014–15), Andrej Tjelkalov i Boris Godunov, Achillas i Julius Caesar (2008–09) och Advokat Sjögren/Doktor Falke (notarie) i Läderlappen (2008–09). Från 16 november 2013 till i januari 2014 spelade Åke Zetterström Dulcamara i Kärleksdrycken. Våren 2015 hade han rollen som Dandini i Askungen. Denna opera gavs även 2003 på Göteborgsoperan och då hade Zetterström samma roll. Rollen som Jaroslav Prus hade Zetterström i Leoš Janáčeks Fallet Makropulos i regi av David Radok med premiär 21 november 2015.
Operan Viva la mamma – på italienska Le convenienze ed inconvenienze teatrali, (Passande och opassande på teatern) – med libretto och musik av Gaetano Donizetti spelas på GöteborgsOperan med åtta föreställningar under tiden 7 maj till 10 juni 2022. Texten är nyskriven på svenska av Claes Eriksson, som även svarar för regin. Här har Åke Zetterström rollen som Agata Geller. Till verkets egenhet hör att denna roll sjungs av en baryton in travesti – alltså av en sångare av det motsatta könet.
Under våren 2025 har han rollen som Balstrode i Peter Grimes på GöteborgsOperan.
Zetterström har spelat på Drottningholms Slottsteater i Reine Jönssons opera Cecilia och apkungen, som också sändes i tv. Han medverkade 2008 i Musikteaterverkets uppsättning av Death Knocks, som spelades i Kronhuset.
Åke Zetterström är även konsertsångare i både profana och sakrala sammanhang och finns dokumenterad på flera radio- och cd-inspelningar.

## Priser och utmärkelser
- 1994 – Birgit Nilsson-stipendiet ur Birgit Nilssons hand[14]
- 2005 – Drottningholmsteaterns vänners stipendium ur kronprinsessan Victorias hand för rollen Apkungen på Drottningholms slottsteater[15]
- 2009 – GöteborgsOperans Vänners stipendium.[16]
- 2010 – Tidskriften OPERA:s Operapris för rollen som Sixtus Beckmesser i Mästersångarna i Nürnberg.[3][17]